# Noritel
Noritel（ノリテル）は、興和株式会社が2006年9月25日から2008年1月31日まで運営していたソーシャル・ネットワーキング・サービス（SNS）である。
Noritelは、もともと韓国のサービスであるが、興和株式会社がライセンスを受け、日本でもサービスを提供していた。
Noritelには、アバターチャットが出来るNoritelとmixiのようなSNSであるNoripo!（ノリポ）、主に運営側からの情報提供の場であるNoritel Plus（ノリテルプラス）が存在している。Noripo! についてはmixiとかなり近い機能を保有している。

## ほかのSNSとの大きな違い
ほかのSNSサービスとの大きな違いは下記の点である。
1.アバターチャットシステムが存在する。
2.アバターチャットで利用するためのアイテムなどを販売している。
3.本当の意味での完全招待性ではない。
4.加入できる年齢制限がない。
特にアバターチャットについては、ほかのSNSサービスにはない機能であり、他の人とのコミュニケーションを取るには非常に強力なツールである。
また、会員規約には加入できる年齢制限に関しての記述がなく、実質的に加入年齢制限がないシステムである。これは、mixiが18歳未満の者の加入を禁止していることに対する差別化要因である。

## 参加方法
最終的な参加方法は、「登録制」であった。
2007年10月5日より、今までの「完全招待制」より「登録制」に移行した。
今までは、「完全招待制」ということを標榜していたが、それは初期だけの話で、2007年2月ごろから複数の入会方式が
採用された。
1.既に会員である者から招待メールをもらい、利用登録をする本来の意味の「招待制会員登録」。
2.配布されているパンフレットや特定の企画のときに紹介されたメールアドレスに会員希望のメールを送付することで招待メールをもらい、会員登録をするという「準招待制会員登録」。
1の登録方式については、mixiなどと同様であるため、利用している友人・知人から招待してもらうのを待つしかない。もしくは、招待を依頼するしかない。
2の登録方式については、配布されているパンフレットの裏面などに招待依頼用メールアドレスが記載されているので、そこに会員招待を依頼するメールを送付する。その後、Noritel運営側から会員登録用に関するメールが送付されてくるため、それによって会員登録できるようになる。
よって、知り合いがNoritelを利用していなくても、パンフレットを入手するか、企画番組を閲覧するなどの企画に参加することで会員になることが出来る。
なお、メールアドレスについてはgooやHotmailなどのPC用フリーメールアドレスでも登録が可能である。

## 利用者数
利用者数はサービス終了時の2008年1月31日時点では55,518名であった。これは、公式発表数ではない。
なお、1番初めに登録されたユーザーは「SNS_Master」というIDで、すべての根幹となるユーザーである。
ただし、初期のユーザーはSNS_Masterをフレンドリストに持っていないことから、特別に登録されている。
運営側の目標は2007年春の状態で25万人の登録を目標としていた。
しかし、遠く及ばない数字となってしまった。

## 機能
まず、Noritel（アバターチャット）部分、次にNoripo!部分、最後にNoritel Plusに関する機能説明を行う。

### マイフレンド(Noripo)
ユーザーとユーザーの友達登録である。mixiでいうところのマイミクシィ機能と一緒である。
マイフレンドに登録するには、まず、一方のユーザーが他方のユーザーのページの「マイフレンドに追加」のボタンから登録依頼をする。登録依頼を受け取ったユーザーが登録を承認すると、互いのマイフレンドに追加される。マイフレンドのリストからはずすには、どちらかが「マイフレンド管理」ページから操作すれば可能。
マイフレンドになると、閲覧制限された日記や、プロフィールのうち誕生日や年齢など一部の項目などを読むことができる特権が与えられる。マイフレンドの新規に執筆した日記のタイトルをリスト表示する機能などがある。マイフレンドについて紹介文を登録する機能は、マイフレンドになったユーザーのキャラクターを他のユーザーに知らせ、信頼と親近感を与えて新しい関係を築くのに役立つ。

### 足あと
ユーザーのページを他のユーザーが閲覧すると、「足あと」リストに閲覧したユーザーのニックネームが日付と時刻とともに追加される。一般には「アクセスログ」などと呼ばれる機能である。同一のユーザーが頻繁に閲覧を繰り返した場合、1日のうちで1回のみ、直近の閲覧時刻がリストに残る。
ユーザー登録以降の通算の閲覧数がカウントされている。加えて、閲覧数が設定値に達した時点でNoripo!からメールが届く機能「足あとお知らせメール」がある。ネットには、Noripo!の開設以前から、たとえば500や2,000、10,000といった「キリ番（きりのいい番号）」にアクセスカウンタが達したときに「踏んだ（訪問した）」閲覧者に、利用者が特別の感謝をする習慣がある。この習慣を継承した機能が、足あとお知らせメールである。メールの届く閲覧数は、「設定変更」画面にて自由に設定することができる。
足あとは、自身の注目度、人気度を端的に表す指標である。

### 日記
基本的な使い方は、いわゆる「ブログ」と同じである。日記の本文には、画像を埋め込むこともできる。コメントをつける機能もある。日記はいつでも修正でき、削除することもできる。コメントは、日記の主が削除できるほか、コメントをつけたユーザーが自分のコメントを削除することもできる。

### コミュニティ
掲げられたテーマに同調する者が集まり、掲示板などを利用する仕組み。コミュニティは、mixiのユーザーが誰でも自由に作ることができる。コミュニティを開設すると管理人になる。

### お気に入り
特定ユーザー・コミュニティーをブックマークする機能。

### おすすめレビュー
自分の観賞した音楽や書籍、映画作品などについてのレビューを書くことができる機能。
レビューは作品ごとに見ることが出来る他、あるユーザーが書いたレビューを見ることもできる。さらに、レビューされた作品を、Amazon.co.jpより、詳細情報の閲覧・購入をすることが可能。